# オーウェン・フランクス
オーウェン・フランクス（Owen Thomas Franks 1987年12月23日 - ）は、ニュージーランド出身の元ラグビーユニオン選手で、指導者。ポジションはプロップ(PR)。日本代表のフォワードコーチを務める。

## 人物
1987年12月23日、ニュージーランド、ネルソン近くのモトゥエカ（Motueka）で生まれる。ベン・フランクスは兄。

## キャリア
クライストチャーチ・ボーイズハイスクール卒業、ハイスクール在籍時にニュージーランドセカンダリースクール代表、卒業後に21歳以下代表に選ばれる。
2007年、ニュージーランド州代表選手権エアニュージーランドカップ(現ITM CUP)のカンタベリー州代表チームに入る。翌2008年、ポジションが同じプロップの兄ベン・フランクスと兄弟揃って試合に出場した。
2009年、スーパー14（後のスーパーラグビー）のクルセイダーズに入団。同年、オールブラックスに選出され、初出場のイタリア戦で勝利した。
2010年6月12日、オールブラックスとしてアイルランド戦に兄弟そろって出場し勝利した。オールブラックスでの兄弟出場は、ワールドカップ1995にも出場したロビン・ブルック（Robin Brooke）、ジンザン・ブルック（Zinzan Brooke）の兄弟以来となる。
ラグビーワールドカップ2011に、兄弟そろって出場。ニュージーランドは第1回ワールドカップ1987に続き、2度目の優勝を果たした。
ラグビーワールドカップ2015でも兄弟で出場。ニュージーランドが連覇し、ラグビーワールドカップで複数回優勝した初の兄弟となった。
2019年、イングランドのノーサンプトン・セインツに移籍。
ザ・ラグビーチャンピオンシップ2019で、大会10年目の出場を果たし、これがオールブラックスとしての最後のキャリアとなった。
2021年5月14日、ハリケーンズに移籍。2023年にフランスのトゥールーザン、2024年にクルセイダーズに加入。
2024年6月1日、日本代表の2回目のヘッドコーチとなったエディー・ジョーンズ体制において、フォワードを担当するアシスタントコーチに就任した。

## リンク
- オーウェン・フランクス (@owen.franks) - Instagram
- Owen Franks Ultimate Rugby
- Owen Franks Rugby Union
- All Blacks ID=1094